# Голубовский сельсовет (Мостовский район)
Голубовский сельсовет — административная единица на территории Мостовского района Гродненской области Республики Беларусь.

## Состав
Голубовский сельсовет включает 8 населённых пунктов:
- Воля-Крупицы — деревня.
- Голубы — деревня.
- Москали — деревня.
- Руда Липичанская — деревня.
- Стукалы — деревня.
- Шестилы — деревня.
- Шимки — деревня.
- Ярчаки — деревня.

## Производственная сфера
- СПК «Озеранский»
- ГУ "Республиканский ландшафтный заказник «Липичанская пуща»

## Социальная сфера
Образование: ГУО «Учебно-педагогический комплекс Голубовский детский сад — общеобразовательная средняя школа».
Медицина: Голубовский фельдшерско-акушерский пункт.
Культура: Голубовский и Руда-Липичанский сельские клубы, Голубовская сельская библиотека.

## Памятные места
На территории сельсовета находятся 4 воинских захоронения.